# George Nicolescu
George Nicolescu (n. 12 martie 1950, Ploiești, România – d. 26 martie 2024) a fost un muzician român orb.

## Biografie
Născut în Ploiești, Nicolescu a avut patru surori. A făcut Școala din București pentru pacienții cu ambliopie (1957-1959), apoi gimnaziul și liceul (1960-1968) la Școala Pentru Orbi din Cluj (1968–1972). Debutul său muzical a fost în 1970, când acesta a câștigat premiul întâi la festivalul „Tinerețe pe portativ”. Câțiva ani mai târziu, compozitorul George Grigoriu a început să-l influențeze, iar cei doi au început să colaboreze. În 1973, a fost lansat primul său șlagăr, „Eternitate”.
În 1972, el a fost admis la Universitatea din București de limbi romanice, secțiunea română-franceză, absolvind în anul 1976. Din aprilie 1977 a început să predea franceză la Liceul Special pentru Deficienți de Vedere din Buzău, unde a rămas până în 1985. În acel an, el a fost angajat ca solist vocal la Casa Tineretului din Buzău. 
În 1981 a debutat în Cenaclul Flacăra unde a repurtat succese notabile activând cu "Foaie verde, spic de pâine", "Ordinea de zi", "Eternitate" și alte melodii care l-au așezat în topul muzicienilor vremii.
După Revoluția de la 1989, el a fost angajat, pentru câteva luni (martie-noiembrie 1990), ca solist la trupa „Optimiștii”.
El s-a pensionat în 1992, luând parte la diferite show-uri și cântări în restaurante. În toamna anului 2002, la zece ani după pensionare, Nicolescu a revenit în topurile muzicale românești datorită unui duet cu trupa UNU'. Hitul era numit „Cântec pentru sănătatea ierbii”. De asemenea, el a mai cântat cu Jorge melodia „Îndrăgostit”. În luna decembrie a anului 2007, apare albumul „Muzică ușoară...lăutărească”, în care cântă împreună cu muzicieni celebri ca Dan Spătaru, Mirabela Dauer, Gabriel Dorobanțu și Corina Chiriac.
O nouă melodie a sa a fost lansată în anul 2012, „Viața-i de vină”, împreună cu Shift 

## Discografie
- Eternitate (1973)
- Și cântau mandolinele (1974)
- Ordinea de zi (1984)
- Prefă-te inimă în stea (1989)
- Unu feat. George Nicolescu - Mai avem nevoie și de iarbă  (2002)
- Muzică ușoara...lăutărească (2007)
- Shift feat. George Nicolescu - Viața-i de vină (2012)